# Cratoptera vestianaria
Cratoptera vestianaria là một loài bướm đêm trong họ Geometridae.